# Robert Duncan Milne
Robert Duncan Milne (* 7. Juni 1844 in Cupar; † 15. Dezember 1899 in San Francisco) war ein US-amerikanischer Science-Fiction-Autor.
Er lebte in San Francisco und veröffentlichte seine Erzählungen überwiegend in kalifornischen Tageszeitungen und im Magazin The Argonaut. Milne wurde von Sam Moskowitz wiederentdeckt, der einen Band von Milnes Erzählungen zusammenstellte und 1980 herausbrachte.